# Allgemeiner Deutscher Nachrichtendienst
L’Allgemeiner Deutscher Nachrichtendienst, conosciuta anche con l'abbreviazione ADN, è stata una agenzia di stampa tedesca. 
Fondata nell'ottobre del 1946, è stata fino alla caduta del muro di Berlino la sola agenzia di stampa della Germania dell'Est. Dotata di corrispondenti in tutto il mondo, era di appartenenza statale, e tutte le sue notizie venivano accuratamente filtrate e all'occorrenza censurate.
Dopo l'unificazione, l'ADN è stata privatizzata, e nel maggio 1992 è stata rilevata da un'altra agenzia di stampa, la Deutschen Depeschendienst.